# La Musica (film)
Pour les articles homonymes, voir La Musica (homonymie).
Pour plus de détails, voir Fiche technique et Distribution.
La Musica est un film français réalisé par Marguerite Duras et Paul Seban, sorti en 1967.

## Synopsis
Un homme anxieux  (Robert Hossein)  se rend à Evreux pour entériner un divorce d'avec sa femme sereine et épanouie (Delphine Seyrig). Il attire l'attention d'une jeune femme curieuse et opiniâtre (Julie Dassin) qui cherche à comprendre les raisons de son air taciturne, mais il est réticent à se confier. Les trois personnages ne sont que de passage, éphémères les uns vis-à-vis des autres, et la trame accentue les distances qu'ils s'opposent sur leurs motivations secrètes.

## Fiche technique
- Titre : La Musica
- Réalisation : Marguerite Duras et Paul Seban, assisté de Pierre Uytterhoeven
- Scénario : Marguerite Duras d'après sa pièce éponyme
- Photographie : Sacha Vierny
- Son : Guy Villette
- Décors : Maurice Colasson
- Montage : Christine Couve et Éric Pluet
- Production : Raoul Ploquin
- Pays d'origine :  France
- Format : Noir et blanc - Mono
- Genre : Drame
- Durée : 80 minutes
- Date de sortie : France, 3 mars 1967

## Distribution
- Delphine Seyrig : Elle
- Robert Hossein : Lui
- Julie Dassin : la jeune fille
- Gérard Blain